# Kopfing im Innkreis
Kopfing im Innkreis est une commune autrichienne du district de Schärding en Haute-Autriche.